# 卡扎戈布拉比亚
卡扎戈布拉比亚（義大利語：Cazzago Brabbia），是意大利瓦雷泽省的一个市镇。总面积3平方公里，人口827人，人口密度275.7人/平方公里（2009年）。国家统计（ISTAT）代码为012049。